# Groene kruidenboktor
De groene kruidenboktor (Phytoecia cylindrica) is een keversoort uit de familie van de boktorren (Cerambycidae). De wetenschappelijke naam van de soort werd gepubliceerd in 1758 door Linnaeus  in de tiende editie van Systema naturae.